# Gula (mitologia)
Gula – w mitologii mezopotamskiej bogini uzdrawiania i opiekunka lekarzy. Czczona również pod imionami Nintinuga, Ninkarrak i Meme (pierwotnie imiona innych bogiń) oraz Ninisina („Pani Isin”). Jej główna świątynia E-galmah („Wspaniały pałac”) znajdowała się w mieście Isin, ale miała również swe świątynie w Nippur, Borsippie i Aszur. Uważano ją za żonę boga Ninurty lub Pabilsaga, a niekiedy – mającego niższą rangę – boga wegetacji Abu. Gula była matką boga uzdrawiania Damu oraz boga Ninazu (również związanego z leczeniem). Jej świętym zwierzęciem był pies, a wierni ofiarowywali jej małe kamienne lub gliniane figurki psów.
Gulę przedstawiano najczęściej jako kobietę siedzącą na tronie, ubraną w długą szatę i wysoką czapkę, z dłońmi podniesionymi na wysokość twarzy w geście modlitewnym. Często u jej stóp leżał lub siedział pies.